# Spermadonation
Spermadonation, eller (manlig) könscellsdonation, innebär frivillig donation av sperma till ett reproduktionscentrum. Sperman kan sedan användas för assisterad befruktning hos en kvinna.
Olika regelverk kring spermadonation finns i olika länder. För svenska förhållanden, se: Spermadonation i Sverige.